# Brevier (Liturgie)

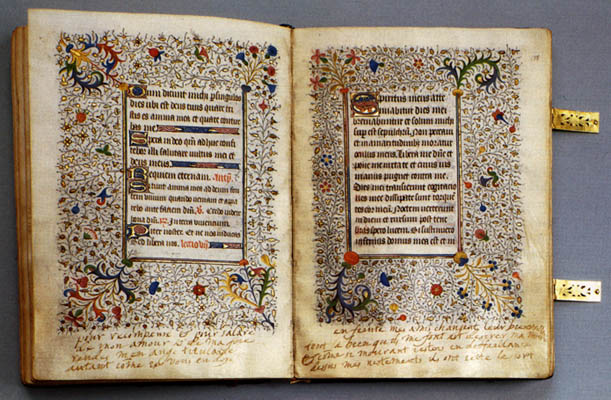
Das Stundenbuch Maria Stuarts, das sie bei ihrer Hinrichtung bei sich trug

Das Brevier (von lateinisch brevis ‚kurz‘), Breviarium (Romanum), heute Stundenbuch, enthält die Texte für die Feier des Stundengebets der römisch-katholischen Kirche.
Das Breviarium Romanum wurde 1970 nach der Reform der Tagzeitenliturgie durch das Zweite Vatikanische Konzil abgelöst durch die Liturgia Horarum (Stundenbuch). Die Bezeichnung „Brevier“ leitet sich davon ab, dass die Texte im Brevier früher im Vergleich zu jenen, die beim feierlichen gemeinsamen Chorgebet der Klöster gebetet wurden, deutlich kürzer waren. Daher benutzten früher nur diejenigen Kleriker ein Brevier, die nicht am gemeinsamen Chorgebet teilnehmen konnten. Heute werden die Begriffe Brevier und Stundenbuch synonym verwendet.

## Geschichtliche Entwicklung des Breviarium Romanum
Seit dem 9. Jahrhundert ist zu beobachten, dass die monastische Lebensweise in den Klöstern auch auf den Klerus außerhalb der Klöster übertragen wurde. Es entstanden Kollegiatstifte an Kathedral- und anderen Kirchen, an denen Chorherren nach quasi-monastischen Regeln zusammenlebten. Für sie bestand die Verpflichtung, bei Tagzeiten zu beten. Diese Verpflichtung wurde im 11. Jahrhundert auf alle Kleriker, auch die allein lebenden Priester, übertragen. Das öffentliche Stundengebet der Kirche in den Klöstern wurde zum privaten Lesegebet der Amtsträger mit verpflichtendem Charakter, die Struktur des gemeinschaftlichen Chorgebets mit Gruß- und Segensformeln und Wechselgebet blieb auch beim Gebet des einzelnen Klerikers erhalten. Ausgehend von Rom, verbreiteten sich handliche Kleinausgaben des Stundengebets – breviarium –, die mit auf Reisen genommen werden konnten. Die „Brevierpflicht“ brachte es mit sich, dass das zu betende Pensum sich von der ursprünglichen Nähe zum Tageslauf ablöste und in einem einzigen „Durchlauf“ vorweggenommen oder nachgeholt wurde; zeitweise konnten Priester sogar ihre Brevierpflicht gegen Bezahlung von anderen Klerikern absolvieren lassen. Später sah sich die Moraltheologie sogar mit der Frage konfrontiert, „ob es sündhaft sei, das Brevier nur mit den Augen zu überfliegen oder ob man beim Lesen zumindest die Lippen bewegen müsse“.
Bis zum 16. Jahrhundert entwickelten sich verschiedene zum Teil fragwürdige Erweiterungen des Stundengebets. Ferner entstanden „thematische“ Breviere wie das Officium beatae Mariae virginis („marianisches“ oder „kleines Stundengebet“), ein Totenoffizium und ein Offizium zu Ehren aller Heiligen oder des hl. Benedikt, die das tägliche Gebetspensum des Klerikers zum Teil verdoppelten.
Ein besonders auf das private Gebet des Seelsorgeklerus abgestimmtes Brevier erarbeitete der spanische Franziskaner Kardinal Francisco de Quiñones (1530–1532), Bischof von  Coria, im Auftrag von Papst Clemens VII. Nach der Titelkirche Kardinal Quiñónez’ wird es Breviarium Sanctae Crucis, Kreuzbrevier, genannt und erschien 1535, 1536 in revidierter Fassung. Kennzeichen waren der gleichmäßige Umfang der Horen, ein Wochenschema der Psalmodie, das von Festen und liturgischen Zeiten unabhängig war, die Bahnlesung der Bibel, eine überarbeitete Auswahl der Lesungen aus den Werken der Kirchenväter und der Verzicht auf Elemente der Horen, die auf gemeinschaftlichen Vollzug ausgerichtet waren. Das Kreuzbrevier fand bald in ganz Europa Verbreitung und beeinflusste auch das Book of Common Prayer.
Das Konzil von Trient sah sich zu einer Reform des Breviergebets juxta sanctorum patrum normam ac ritum  veranlasst. Die Erstausgabe des überarbeiteten Breviers, das Breviarium Romanum, erfolgte 1568 in Rom unter Papst Pius V. und blieb im Wesentlichen drei Jahrhunderte in Geltung. Das Kreuzbrevier wurde wieder abgeschafft und verboten, neben dem Breviarium Romanum waren lokale Eigentraditionen nur dann zugelassen, wenn sie mindestens 200 Jahre bestanden. Neubearbeitungen des Breviers besorgten 1602 Papst Clemens VIII. und 1632 Papst Urban VIII. Das marianische Stundengebet war als „Laienbrevier“ weiter in Gebrauch und wurde in der Neuzeit zum Stundengebet vieler karitativ tätiger Schwesternkongregationen. Die Kartäuser beten es weiterhin zusätzlich zum monastischen Offizium.
Papst Pius X. schritt mit seiner Apostolischen Konstitution Divino afflatu vom 1. November 1911 zu einer „Verbesserung des Römischen Breviers“ durch „Abwechslung und Mannigfaltigkeit“. Alle 150 Psalmen kamen nun in einem Wochenpsalter in den Horen einer jeden Woche vorrangig vor, ohne von den gleichbleibenden Offizien der zahlreichen Heiligenfeste überlagert zu werden; das Gebetspensum wurde gleichzeitig verringert. Die Benutzung des alten Breviers wurde durch die Konstitution Divino afflatu zum 1. Januar 1913 verboten. Kleinere Veränderungen am Brevier nahmen 1954 Papst Pius XII. sowie 1960 (Codex Rubricarum) Papst Johannes XXIII. vor.

## Stundenbuch
Die heute in der katholischen Kirche gebräuchliche Ausgabe des Stundenbuches (lat. Liturgia horarum) approbierte Papst Paul VI. mit der Apostolischen Konstitution Laudis canticum vom 1. November 1970. Diese liturgische Erneuerung war die Folge der Beschlüsse der Konstitution des Zweiten Vatikanischen Konzils über die heilige Liturgie (Konstitution Sacrosanctum Concilium, Kapitel IV., Nr. 83–101).
Im Vergleich zur bis dahin gültigen Ausgabe wurden in der Neubearbeitung die Gebetszeiten vor allem im Hinblick auf die Zahl der wöchentlich zu betenden Psalmen erheblich verringert. Das Stundenbuch enthält die Gebetszeiten Matutin (bzw. Lesehore), Laudes, Terz, Sext, Non, Vesper und Komplet. Die Prim ist entfallen. Die Verteilung der Psalmen folgt als Vierwochenpsalter einem vierwöchigen Turnus.
War früher der auch Brevierbeten genannte Vollzug des Stundengebets in Latein verpflichtend, konnten nun die regionalen Bischofskonferenzen landessprachliche Übersetzungen des Breviers herausgeben. Die Ausgabe für den deutschen Sprachraum besteht aus insgesamt drei Bänden, je einem für Advents- und Weihnachtszeit (Band 1), Fasten- und Osterzeit (Band 2) sowie die Zeit im Jahreskreis (Band 3). Daneben gibt es 16 Lektionare mit Texten für die Matutin oder Lesehore. Manche Ordensgemeinschaften haben eigene Brevierausgaben.
Jene, die nicht alle Tagzeiten (Horen) des Stundengebets beten, können auch das kleine Stundenbuch verwenden, das die Texte für Laudes, Vesper, Komplet und eine vereinfachte Version der kleinen Horen enthält. Das kleine Stundenbuch wurde ab 1981 von den Liturgischen Instituten Salzburg, Trier und Zürich in vier Bänden herausgegeben: je einem für Advents- und Weihnachtszeit (Band 1), Fasten- und Osterzeit (Band 2), die Zeit im Jahreskreis (Band 3) sowie einem für die Gedenktage der Heiligen (Band 4).
Seit dem am 7. Juli 2007 erschienenen Motu proprio Summorum pontificum von Papst Benedikt XVI. kann auch das frühere lateinische Brevier wieder verwendet werden. Es handelt sich aber hierbei um eine außerordentliche Form der Tagzeitenliturgie.

## Textausgaben
- Breviarium Romanum Andreas Torresanus, Venedig zwischen 1486 und 1490 Digitalisat
  - 1. Kalendarium 1486 Digitalisat
  - 2. Psalterium – Proprium de tempore, 1486 Digitalisat
  - 3. Proprium de sanctis, 1486 Digitalisat
  - 4. Commune sanctorum – Officia annexa. 1486 Digitalisat

- Liturgia Horarum iuxta ritum Romanum (officium divinum). Editio typica altera (cum versione Novae vulgatae inserta). Libreria Editrice Vaticana, 1985–1986.
  - Vol. I. Tempus Adventus – Tempus Nativitatis.
  - Vol. II. Tempus Quadragesimae – Tempus Paschale.
  - Vol. III. Tempus per annum, Hebdomadae I-XVII.
  - Vol. IV. Tempus per annum, Hebdomadae XVIII-XXIV.

- Stundenbuch. Die Feier des Stundengebetes für die katholischen Bistümer des deutschen Sprachgebietes. Authentische Ausgabe für den liturgischen Gebrauch.
  - Bd. 1. Advent und Weihnachtszeit
  - Bd. 2. Fastenzeit und Osterzeit
  - Bd. 3. Im Jahreskreis
- Salzburger Äbtekonferenz (Hrsg.): Monastisches Stundenbuch. Die Feier des Stundengebetes für die Benediktiner des deutschen Sprachgebietes. Authentische Ausgabe für den liturgischen Gebrauch. Sankt Ottilien, EOS-Verlag.
  - Bd. 1. Advent und Weihnachtszeit
  - Bd. 2. Fastenzeit und Osterzeit
  - Bd. 3. Im Jahreskreis
- Breviarium Romanum – Ex decreto SS. Concilii Tridentini restitutum Summorum Pontificum cura recognitum. Cum textu psalmorum e Vulgata Bibliorum editione. Cum virtute Motu Proprio Ioannis Pp. XXIII Rubricarum instructum, diei 25 iulii 1960. Verlag Nova et vetera, 2008 (Das Breviergebet der Kirche von 1962 (lateinisch), Neuedition).